# Monique Henderson
Monique Marie Henderson, ameriška atletinja, * 18. februar 1983, San Diego, ZDA.
Nastopila je na poletnih olimpijskih igrah v letih 2004 in 2008, obakrat je osvojila naslov olimpijske prvakinje v štafeti 4×400 m.